# Heinz-Josef Fabry
Heinz-Josef Fabry (* 14. Dezember 1944 in Winterberg) ist deutscher römisch-katholischer Alttestamentler.

## Leben
Nach dem Besuch des Humanistischen Altsprachlichen Kreisgymnasiums Heinsberg studierte er 1966 bis 1972 katholische Theologie, Orientalistik und Pädagogik an der Rheinischen Friedrich-Wilhelms-Universität Bonn. Nach seinem Diplomexamen 1972 war er wissenschaftlicher Assistent und wurde 1975 in Theologie  mit einer Dissertation zum Thema der Umkehr in der Qumranliteratur („Die Wurzel sub in der Qumranliteratur. Zur Semantik eines Grundbegriffes“) bei Gerhard Johannes Botterweck promoviert. Für diese erhielt er den Preis des Rektors der Universität Bonn. Nach dem Staatsexamen 1976 in Katholischer Religionslehre und Pädagogik war er von 1977 bis 1982 als akademischer Rat an der katholisch-theologischen Fakultät der Universität Bonn tätig. 
1979 habilitierte er sich in Alttestamentlicher Wissenschaft und Qumranwissenschaft. Die Habilitationsarbeit behandelte die ekklesiologische Terminologie des Alten Testaments und Qumrans („Die Ekklesiologie des Alten Testamentes und der Qumrangemeinde. Analyse und Semantik der ekklesiologischen Terminologie“). 1982 wurde er zum Professor für Einleitung in das Alte Testament und Geschichte Israels ernannt und war von 1990 bis 1992 Dekan der katholisch-theologischen Fakultät der Universität Bonn. 2010 trat er in den Ruhestand. 
Seit 1981 ist Fabry Herausgeber des Werks Theologisches Wörterbuch zum Alten Testament, das 1995 mit einer Gesamtzahl von 8 Bänden abgeschlossen wurde und u. a. ins Englische übersetzt wurde, sowie (zusammen mit Ulrich Dahmen) des Werks Theologisches Wörterbuch zu den Qumrantexten, dessen drei Bände 2011, 2013 und 2016 erschienen sind. Von 1996 bis 1999 war er Vorsitzender der Arbeitsgemeinschaft der deutschsprachigen katholischen Alttestamentlerinnen und Alttestamentler (AGAT).